# Beinn Bhreac (Highland)
Beinn Bhreac är ett berg i Storbritannien.   Det ligger i kommunen Highland och riksdelen Skottland, i den nordvästra delen av landet, 800 km nordväst om huvudstaden London. Toppen på Beinn Bhreac är 321 meter över havet. Beinn Bhreac ligger på ön Skye. Det ingår i Cuillin Hills.
Terrängen runt Beinn Bhreac är huvudsakligen kuperad, men åt nordväst är den platt. Havet är nära Beinn Bhreac åt nordväst. Runt Beinn Bhreac är det mycket glesbefolkat, med 3 invånare per kvadratkilometer. Närmaste större samhälle är Uig, 17,5 km nordost om Beinn Bhreac. Trakten runt Beinn Bhreac består i huvudsak av gräsmarker.